# Marlisa
Marlisa è l'album di debutto della cantante australiana Marlisa Punzalan, pubblicato il 7 novembre 2014.
Dall'album è stato estratto il singolo Stand by You, il quale ha raggiunto la seconda posizione in Australia e la ventunesima in Nuova Zelanda.

## Tracce
1. Stand by You – 3:12 (Anthony Egizii, David Musumeci, Hayley Warner)
2. Yesterday – 3:15 (John Lennon Paul McCartney) – Originariamente interpretata dai The Beatles
3. All by Myself – 3:18 (Eric Carmen, Sergei Rachmaninoff) – Originariamente interpretata da Céline Dion
4. Hopelessly Devoted to You – 2:58 (John Farrar) – Originariamente interpretata da Olivia Newton-John
5. Let It Go – 3:46 (Kristen Anderson-Lopez, Robert Lopez) – Originariamente interpretata da Demi Lovato
6. Nothing Else Matters – 3:45 (James Hetfield, Lars Ulrich) – Originariamente interpretata dai Metallica
7. Try – 3:55 (Busbee, Ben West) – Originariamente interpretata da Pink
8. Titanium – 3:57 (Sia Furler, Pierre David Guetta, Giorgio Tuinfort, Nick Van De Wall) – Originariamente interpretata da David Guetta
9. Somewhere Over the Rainbow – 2:46 (E.Y. Harburg) – Originariamente interpretata da Judy Garland
10. Girl on Fire – 3:21 (Alicia Augello Cook, Salaam Remi, Jeff Bhasker, Billy Squier) – Originariamente interpretata da Alicia Keys
11. The Weight – 3:35 (Arnthor Birgisson, Ina Wroldsen) – Originariamente interpretata da Shontelle

## Classifiche

### Classifiche Settimanali
| Classifica (2014) | Posizione massima |
| ----------------- | ----------------- |
| Australia         | 6                 |
| Nuova Zelanda     | 11                |

### Classifiche di fine anno
| Classifica (2014) | Posizione |
| ----------------- | --------- |
| Australia         | 83        |